# Массімо Моратті
Массімо Моратті (італ. Massimo Moratti; *16 травня 1945, Боско-К'єзануова) — італійський нафтопромисловець, співвласник заснованої його батьком Анджело Моратті корпорації Сарас С.п. А (італ. Saras SpA), власник і президент (1995—2004 і з 2006 року) футбольного клубу «Інтернаціонале» (Мілан).

## Біографія
Массімо Моратті четвертий син італійського промисловця, власника і президента (1955—1968) «золотої ери» «Інтера» Анджело Моратті. Одружений з Емілією Боссі, має п'ятьох дітей.
Кавалер ордена За заслуги перед Італійською Республікою. Дружина його брата Джанмарко, Летиція Моратті — мер Мілана.
За час керівництва Массімо Моратті футбольним клубом «Інтер», клуб ставав
- Володарем кубка УЄФА 1998
- П'ятикратним чемпіоном Італії 2006, 2007, 2008, 2009, 2010
- Володарем Кубка Італії 2005, 2006, 2010
- Суперкубка Італії 2005, 2006, 2008
- Переможцем Ліги чемпіонів УЄФА 2010

В цілому діяльність Моратті, як президента «Інтера» оцінюється дуже неоднозначно. З одного боку він, без сумніву, вболівальник номер один, і шалено закоханий у свою команду. Він ніколи нічого не шкодував для неї. Завдяки йому в команді грали світові зірки — Роналду, Крістіан Вієрі, Луїш Фіґу, Верон. Але з іншого боку найчастіше його дії виглядали не зовсім професійно. Покупки гравців за будь-які гроші виглядали вельми хаотично. З 1995 року в Інтер було вкладено від 750 до 900 мільйонів євро. Іноді купувалися гравці, які зовсім не підходили команді, і, навпаки, прямим конкурентам віддавалися гравці, які вельми вдало розкрилися на новому місці (Пірло, Зеєдорф).
Так само, дуже часто не вдавалося Моратті співпрацюватися з тренерами, такі як Манчіні або Моурінью, Ліппі або Купер.